# Lamona (Washington)
Lamona es un área no incorporada ubicada en el condado de Lincoln en el estado estadounidense de Washington.

## Geografía
Lamona se encuentra ubicado en las coordenadas 47°21′34″N 118°28′53″O / 47.35944, -118.48139.